# El retorn del cavall negre
El retorn del cavall negre (títol original: The Black Stallion Returns) és una pel·lícula estatunidenca de Robert Dalva estrenada l'any 1983. Ha estat doblada al català.

## Argument
Quan li roben Black, res no pot aturar Alec en la seva investigació per trobar-lo: ni un viatge clandestí en un avió fins a Casablanca, ni la travessa del terrible desert del Sàhara.

## Repartiment
- Kelly Reno: Alec Ramsay
- Vincent Spano: Raj
- Woody Strode: Meslar
- Ferdinand Mayne: Abu Ben Ishak
- Allen Garfield: Kurr
- Jodi Thelen: Tabari
- Teri Garr: La mare de Alec
- Angelo Infanti: El pare de Raj
- Franco Citti: L'oficial de la legió
- Robert Behling: L'oficial
- Hoyt Axton: La veu del narrador
- narrador
- Cass Ole (cavall que ja havia rodat en la pel·lícula precedent) i El Mokhtar (per les escenes de carreres i que va trobar la mort durant el rodatge): Black

## Filmografia del Cavall negre
- 1979: El cavall negre de Carroll Ballard amb Kelly Reno, Mickey Rooney
- 1983: El retorn del cavall negre (The Black Stallion Returns) de Robert Dalva amb Kelly Reno, Vincent Spano
- 2003: The Young Black Stallion de Simon Wincer i Jeanne Rosenberg amb Patrick Elyas, Richard Romanus

## Nominacions
- Nominació als premis Young Artist 1984, Kelly Reno va ser nominat per la seva actuació com a Alec Ramsey.